# کلفیلد نورث، ویکتوریا
کلفیلد نورث (به انگلیسی: Caulfield North) یک منطقهٔ مسکونی در استرالیا است که در City of Glen Eira واقع شده‌است.